# ویلیام گودسیر-کالن
ویلیام گودسیر-کالن (انگلیسی: William Goodsir-Cullen؛ ۲۹ مارس ۱۹۰۷ – ۱۵ ژوئن ۱۹۹۴) بازیکن هاکی روی چمن اهل هند بود.
وی به‌همراه تیم ملی هاکی روی چمن مردان هند به قهرمانی بازی‌های المپیک تابستانی ۱۹۲۸ دست پیدا کرده‌است.